# حکومت با پول ما چه کرده است؟
حکومت با پول ما چه کرده است؟ (به انگلیسی: What Has Government Done to Our Money?) کتابی است نوشته موری روتبارد که در سال ۱۹۶۳ منتشر شد. در این کتاب روتبارد به جزئیات تاریخچه پول، از سیستم‌های مبادله‌ای اولیه تا استاندارد طلا تا سیستم‌های امروزی پول کاغذی می‌پردازد.

## خلاصه
روتبارد توضیح می‌دهد که چگونه پول در ابتدا توسعه یافت، و چرا طلا به عنوان کالای ترجیحی برای استفاده به عنوان پول انتخاب شد.
روتبارد استدلال می‌کند که داشتن ارزی که به‌طور دائم توسط قانون با وزن مشخصی به قیمت طلا تعیین شود و همیشه قابل بازخرید با قیمت طلا است، دولت‌ها و بانک‌ها را به شدت تشویق می‌کند تا اخلاقی‌تر، مدنی‌تر و صادق‌تر باشند. در روش‌های وام‌دهی، روش‌های حسابداری، و در پیگیری شرافتمندانه‌شان برای سایر سودهای مربوط به مدیریت و عرضه پول به جامعه.
در این بخش، روتبارد علیه هرگونه سیاست پولی که میزان پول در گردش را افزایش می‌دهد، استدلال می‌کند. به عقیده روتبارد، افزایش عرضه پول توانایی جامعه را برای محاسبه هزینه‌های نسبی در زمان انبساط پولی سردرگم می‌کند. این به این دلیل است که پول به یکباره به همه بخش‌های اقتصاد تزریق نمی‌شود و نتیجه آن چیزی است که روتبارد به عنوان فریب سرمایه‌گذاران با «رونق بیهوده» و تعدیل‌های بعدی، به جای فرصت‌های عادی و سالم برای سرمایه‌گذاری، توصیف می‌کند.
روتبارد بیان می‌کند که بسیاری از دولت‌های اروپایی بعد از جنگ جهانی اول ورشکست شدند و اینکه چگونه استاندارد طلا را ترک کردند تا سعی کنند مسائل مالی خود را حل کنند. او همچنین استدلال می‌کند که این استراتژی تا حدی عامل جنگ جهانی دوم بود و منجر به مشکلات اقتصادی در سراسر جهان شد.